# En världsomsegling under havet
En världsomsegling under havet (franska: Vingt mille lieues sous les mers: Tour du monde sous-marin, "Tjugotusen lieues under haven: Jorden runt under vatten") är en äventyrsroman från 1870 av Jules Verne. Boken handlar om tre män som efter omständigheter hamnar i ubåten Nautilus, styrd av kapten Nemo. I denna båt färdas de runt jorden och råkar ut för allehanda äventyr. Boken har en fristående uppföljare i Den hemlighetsfulla ön, som också är en uppföljare till Kapten Grants barn. Romanen har filmatiserats flera gånger, bland andra av Walt Disney 1954.

## Handling

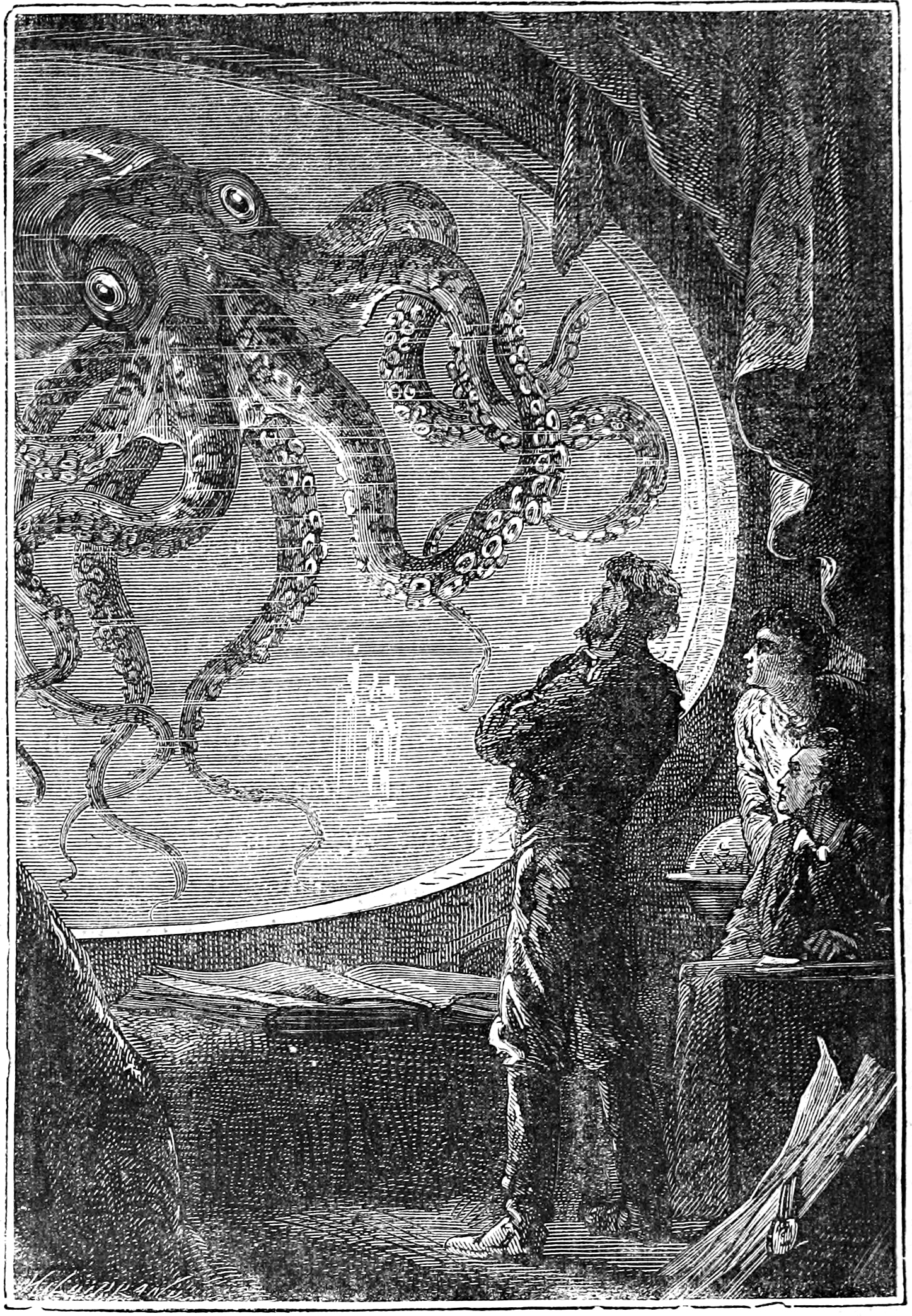
Kapten Nemo betraktar en bläckfisk.

Bokens berättarjag, professor Pierre Aronnax, redogör i inledningen för upptäckten av ett mystiskt undervattensskär. Detta diskuteras av hela världen eftersom skäret inte bara beter sig som en val, det tycks även kunna förflytta sig runt jorden med en enorm hastighet. Professor Aronnax, som har gett ut en bok angående världsdjupens hemligheter, får i uppdrag av en tidning att diskutera sin syn på ämnet. Detta gör han och många sluter sig till hans teori om att mänskligheten har att göra med en narval av enorma proportioner. 
Denna narval innebär också ett hot mot rederier och fartyg eftersom flera skepp har haft sammanstötningar med den. Alltså måste den förintas. Professor Aronnax och hans tjänare Conseil (i den första svenska översättningen kallad Råd) följer med det för detta uppdrag utsedda skeppet Abraham Lincoln. Tillsammans med harpuneraren Ned Land, slungas de överbord under ett möte med "narvalen".  De lyckas ta sig upp på dennas "rygg", och finner att det egentligen är skrovet på en ubåt.
På sin osannolika resa genom världshaven får de bland annat se Atlantis, jättebläckfiskar och gå på jakt i Crespoöns skogar. Läsaren tas även med till sydpolen där kapten Nemo landstiger som första människa någonsin. Trots alla äventyr ombord verkar det som om kapten Nemo aldrig vill sätta sin fot på fastlandet igen. Hans ursprung är fortfarande höljt i dunkel när boken slutar, och man får inte närmare besked förrän i Den hemlighetsfulla ön. Rammen till Nautilus sägs i romanen vara tillverkad vid Motala Verkstad.